# 姆亞科特
50°11′3″N 26°30′14″E / 50.18417°N 26.50389°E
姆亞科特（羅馬化：Miakoty）是烏克蘭西部的村莊，隸屬赫梅利尼茨基州的舍佩蒂夫卡區。該村面積4.77平方公里，海拔高度247米，2001年人口1,247，人口密度每平方公里261.5人。